# واکنش سوزوکی
واکنش سوزوکی (به انگلیسی: Suzuki reaction) گونه‌ای از واکنش جفت‌شدن است که در آن یک بورونیک اسید و یک آریل(یا وینیل) هالید در حضور کاتالیزور پالادیم با یک‌دیگر جفت می‌شوند. این واکنش نخستین بار توسط شیمیدان مشهور ژاپنی و برنده‌ی جایزه نوبل شیمی ۲۰۱۰، آکیرا سوزوکی و در سال ۱۹۷۹ میلادی کشف شد.